# Ellen Ochoaová
Ellen Lauri Ochoaová (* 10. května 1958 Los Angeles) je kosmonautka USA. Byla první hispánskou astronautkou, která v roce 1993 odsloužila devítidenní misi na palubě raketoplánu Discovery. Astronauti studovali ozónovou vrstvu Země.

## Lety do vesmíru
- STS-56, Discovery (8. dubna 1993 – 17. dubna 1993)
- STS-66, Atlantis (3. listopadu 1994 – 14. listopadu 1994)
- STS-96, Discovery (27. května 1999 – 6. června 1999)
- STS-110, Atlantis (8. dubna 2002 – 19. dubna 2002)